# Корас (озеро)
Корас (также Голец) — пресноводное озеро в Мезенском районе на северо-востоке Архангельской области, расположено в 7 км к югу от озера Поча и  в 6,5 км к северо-востоку от Атьозера.

## Общие сведения
Площадь озера 8,4 км². Высота над уровнем моря — 77 м. Длина озера 4,45 км, ширина достигает 3,3 км. Площадь водосбора составляет 23,9 км2.

## Описание
Озеро Корас имеет округлую форму, береговая линия слабо изрезана. Значительных притоков не имеет, на юге протокой соединяется с озером Узкое. На западе вытекает река Кораса, впадающая в Варчушку и относящаяся к бассейну Белого моря. Острова отсутствуют. К юго-западу находится Кречетиное болото. Западные берега низкие, заболоченные; восточные более высокие, покрытые лесом.